# Bernadeth
Bernadeth è una divinità immaginaria extraterrestre pubblicata da DC Comics. Comparve per la prima volta in Mister Miracle vol. 1 n. 6 (febbraio 1972) e fu creata da Jack Kirby.

## Biografia del personaggio
Co-leader delle Furie Femminili, Bernadeth porta un "fahren-knife" (un classico coltello da cucina) che brucia le vittime dall'interno. Come sorella del servo di Darkseid, Desaad, Bernadeth è sia nota che temuta dalle masse di Apokolips. Fu una delle prime Furie ad essere reclutate, e odia essere guidata o comandata da altri. Quando Big Barda fuggì sulla Terra per stare con Mister Miracle, Bernadeth la vide come un'occasione per essere lei stessa la nuova leader delle Furie, eppure Darkseid affidò il compito a Lashina. Durante la missione in cui erano alla ricerca di Glorioso Godfrey, Bernadeth tradì Lashina e la lasciò sulla Terra, così facendo fu temporaneamente in grado di prendere il comando delle Furie. Quando Lashina tornò su Apokolips con la Suicide Squad, spezzò il collo di Bernadeth dopo una lunga e cruenta battaglia. Darkseid fu sconvolto dal fatto che Lashina avesse fatto arrivare stranieri su Apokolips, così la uccise e resuscitò Bernadeth, anche se poi resuscitò anche Lashina. Alla fine, Bernadeth accettò di condividere la leadership del gruppo.
Di recente su Apokolips, fu vista insieme al resto delle Furie mentre Nonnina Bontà testava la nuova recluta, Precious. Dopo la cattura di Supergirl, Bernadeth e le sue compagne di squadra furono sconfitte da Wonder Woman e Big Barda.
Bernadeth comparve sia in Seven Soldiers|Seven Soldiers: Mister Miracle e in Hawkgirl.
Comparve brevemente in Countdown a Crisi finale n. 19, tentando (e fallendo) di fermare Jimmy Olsen e Foraggere dal fuggire da Apokolips. Dopo che fuggirono, Bernadeth si confrontò con un oscuro Uomo Infinito.
Bernadeth comparve in Birds of Prey n. 118, come parte del crossover "Dark Side Club". Creò una droga che aiutò Nonnina Bontà a fare il lavaggio del cervello ai supereroi così che combattessero nell'arena del Club. Fece anche esperimenti su campioni di cellule delle vittime del Club, e di conseguenza fu la prima a scoprire che Black Alice era parente di Misfit.

## Poteri e abilità
Bernadeth possiede forza e resistenza super umane, ed è in possesso del "fahren-kinfe" che può controllare telepaticamente ed è in grado di bruciare le sue vittime dall'interno.

## In altri media

### Televisione
- Bernadeth comparv nell'episodio Il sopravvissuto, doppiata in originale da Jennifer Hale. Lei e le altre Furie si batterono al fianco di Nonnina Bontà contro le armate guidate da Virman Vunderbar e Kanto. Prima dell'inizio del combattimento, Darkseid ritorna e mette fine alla guerra civile.